# Friedrich August von Alberti
Friedrich August von Alberti (n. 4 septembrie 1795,  Stuttgart – d. 12 septembrie 1878, Heilbronn) a fost un geolog german. Alberti denumește perioada geologică „triasic” și are contribuții însemnate în obținerea sării în comitatul „Württemberg” (Stuttgart).
1. ↑  IdRef, accesat în 4 martie 2020